# Recurvaria
Recurvaria es un género de lepidópteros de la familia Gelechiidae.

## Especies
- Recurvaria annulicornis (Walsingham, 1897)
- Recurvaria cinerella Chretien, 1908
- Recurvaria comprobata (Meyrick, 1935)
- Recurvaria consimilis Braun, 1930
- Recurvaria costimaculella Huemer & Karsholt, 2001
- Recurvaria dryozona (Meyrick, 1916)
- Recurvaria eromene (Walsingham, 1897)
- Recurvaria febriculella (Zeller, 1877)
- Recurvaria filicornis (Zeller, 1877)
- Recurvaria flagellifer Walsingham, 1910
- Recurvaria francisca Keifer, 1928
- Recurvaria insequens Meyrick, 1931
- Recurvaria intermissella (Zeller, 1877)
- Recurvaria kittella (Walsingham, 1897)
- Recurvaria leucatella (Clerck, 1759)
- Recurvaria melanostictella (Zeller, 1877)
- Recurvaria merismatella (Zeller, 1877)
- Recurvaria nanella (Denis & Schiffermuller, 1775)
- Recurvaria nothostigma Meyrick, 1914
- Recurvaria ochrospila Meyrick, 1934
- Recurvaria ornatipalpella (Walsingham, 1897)
- Recurvaria ostariella (Walsingham, 1897)
- Recurvaria penetrans Meyrick, 1923
- Recurvaria picula Walsingham, 1910
- Recurvaria pleurosaris Meyrick, 1923
- Recurvaria putella Busck, 1914
- Recurvaria rhicnota Walsingham, 1910
- Recurvaria rhombophorella (Zeller, 1877)
- Recurvaria sartor Walsingham, 1910
- Recurvaria saxea Meyrick, 1923
- Recurvaria senariella (Zeller, 1877)
- Recurvaria stibomorpha Meyrick, 1929
- Recurvaria sticta Walsingham, 1910
- Recurvaria synestia Meyrick, 1939
- Recurvaria taphiopis Meyrick, 1929
- Recurvaria thiodes Meyrick, 1917
- Recurvaria thomeriella (Chretien, 1901)
- Recurvaria thysanota Walsingham, 1910
- Recurvaria toxicodendri Kuznetsov, 1979
- Recurvaria trigonophorella (Zeller, 1877)
- Recurvaria vestigata Meyrick, 1929
- Recurvaria xanthotricha Meyrick, 1917